# Sujeitos ativo e passivo
Sujeito passivo e Sujeito ativo são conceitos jurídico utilizado nos campos do direito, da psicologia e da economia. 
O sujeito passivo sofre uma ação do sujeito ativo. Por exemplo, pode ser considerado sujeito passivo o réu em uma ação judicial ou o devedor em uma relação obrigacional.
O sujeito ativo é o papel protagonista, o ser que adota uma postura pró-ativa e dinamizadora.

## No direito
No ambito jurídico, em uma relação jurídica comum, o sujeito ativo é o ser ou a entidade que tem o poder de exigir algo, enquanto que o sujeito passivo é o ser que deve assumir uma obrigação imposta.

### No direito penal
No ambito do direito penal, sujeito passivo é o titular do bem jurídico lesado pela conduta delituosa do agente.

### No direito tributário
O sujeito ativo em uma relação jurídica tributária, é a pessoa jurídica que possui o direito de exigir a obrigação tributária (credor) imposta ao sujeito passivo.
Há dois tipos de sujeito passivos (direto e indireto).
No direito tributário, o sujeito passivo da obrigação acessória, é a pessoa obrigada às prestações (dever de prestar) que constitui o seu objeto, ou seja, a pessoa obrigada a fazer, a não fazer ou tolerar uma gama de deveres no interesse da arrecadação e da fiscalização tributária, ou seja, são componentes do objeto principal. É a pessoa à qual a legislação tributária atribui deveres diversos do dever de pagar.
- O sujeito passivo direto é o contribuinte, ou seja, aquele que tem relação pessoal e direta com a situação que constitua o fato gerador tributário - fato típico prescrito na lei.[7] Se o sujeito passivo direto não cumpre com a obrigação tributária, então ele (o contribuinte) é o próprio a ser responsabilizado pelo inadimplemento da obrigação.
- O sujeito passivo indireto é o responsável pelo pagamento do tributo, ou seja, aquele que não se reveste necessariamente na condição de contribuinte, tendo relação indireta com o fato tributável.

## Na economia
No ambito da economia, o sujeito passivo refere-se à pessoa física ou jurídica obrigada por lei a pagar determinadas contribuições, ou seja, é um devedor. O sujeito passivo tem a responsabilidade de arcar com as prestações tributárias do benefício do sujeito ativo.
É possível também considerar sujeito passivo, os aposentados que continuam ativos e recebem uma pensão mensal.

## Na psicologia
No ambito da psicologia, o termo sujeito passivo define a qualidade do caráter de um ser com pouca personalidade, que é  influênciada por outrem, ao invés de seu próprio critério.

## Na linguística
No ambito da linguística refere-se ao sujeito de uma ação que a recebe de forma passiva. Como por exemplo: “Marta foi demitida do trabalho”, a Marta é o sujeito passivo que recebe de forma direta, sem questionar, as consequências da ação de uma demissão.